# 유로넥스트 암스테르담

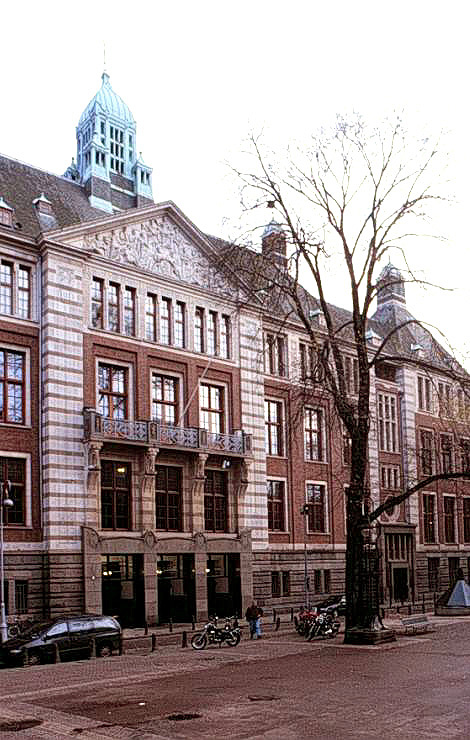
뷰어스플레인 5(Beursplein 5)에 위치한 암스테르담 증권거래소.

유로넥스트 암스테르담(Euronext Amsterdam)은 네덜란드 암스테르담에 위치한 증권거래소이다. 과거에는 암스테르담 증권거래소(네덜란드어: Amsterdamse effectenbeurs, 영어: Amsterdam Stock Exchange)라고 불렸다. 2000년 9월 22일에 브뤼셀 증권거래소와 파리 증권거래소와 병합하면서 현재의 이름이 되었다.

## 역사
암스테르담 증권거래소는 세계에서 가장 오래된 증권거래소로 여겨진다. 1602년 네덜란드 동인도 회사(Verenigde Oostindische Compagnie, VOC)가 인쇄된 주식과 채권을 거래할 목적으로 설립하였다. 뒤에 암스테르담 증권거래소(Amsterdam Bourse)로 이름이 바뀌면서, 최초로 유가증권 거래를 공식적으로 시작하였다.